# André Robberechts
André Robberechts, född den 16 december 1797 i Bryssel, död den 23 maj 1860 i Paris, var en belgisk violinist och tonsättare.
Robberechts, som var känd som virtuos  på sitt instrument, hade varit elev vid Pariskonservatoriet. Han anställdes 1820 som soloviolinist vid hovkapellet i Bryssel, där han bland sina elever räknade de Bériot. Robberechts komponerade violinmusik i den briljanta stilen. 